# Dunkel, fast Nacht (Roman)
Dunkel, fast Nacht (poln.: Ciemno, prawie noc) ist ein 2012 veröffentlichter Kriminalroman der polnischen Autorin Joanna Bator. Für diesen Roman wurde Bator 2013 mit dem Nike-Literaturpreis ausgezeichnet. Sie wurde mit dem Roman auch in die engere Auswahl des Internationalen Literaturpreises – Haus der Kulturen der Welt 2016 aufgenommen.

## Handlung
Wie auch bei den Romanen Sandberg und Wolkenfern siedelte Bator die Handlung in ihrer Heimatstadt Wałbrzych in Schlesien an. Als in der Stadt Kinder entführt werden, kehrt die Journalistin Alicja Tabor aus Warschau zurück, um zu recherchieren. Sie quartiert sich hierbei in dem Haus ein, das ihr Vater ihr hinterließ. In ihrer Heimatstadt kommen die Erinnerungen hoch, etwa an ihren Vater, der Schätze der Fürstin Daisy in Tunneln unter Schloss Fürstenstein suchte, ihre verrückte Mutter, und ihre Schwester Ewa, die Suizid beging. Ihre Nachforschungen nach den zunächst nur zwei verschwundenen Kindern führen sie dann in die Vergangenheit des Ortes bis zum Zweiten Weltkrieg. Sind die Nachforschungen der örtlichen Ordnungskräfte zunächst noch halbherzig, kippt die Stimmung in Wałbrzych, als ein drittes Kind verschwindet. Nun brechen Hass und Fremdenfeindlichkeit, vor allem gegen Sinti und Roma, aus. In einem Nebenstrang hat Wałbrzych in den Bergbaustollen und von den Deutschen im Rahmen des Projektes Riese gegrabenen Tunneln noch eine mythische Dimension mit guten Katzenfrauen und bösen Katzenfressern. Alicjas Liebesinteresse entpuppt sich dabei zum Ende als Helfer dieser Katzenfrauen.

## Entstehung und Veröffentlichung
Bator schrieb nach eigenen Angaben Dunkel, fast Nacht, während sie sich in Japan aufhielt. Sie empfand die Zeit dort als belastend, da in der Zeit das Tōhoku-Erdbeben mit folgendem Tsunami und die Nuklearkatastrophe von Fukushima stattfanden. Inspiriert hat sie dabei das nach ihrer Beobachtung bestehende japanische  Verständnis einer dünnen Grenze, die zwischen der Realität und einer surrealen Parallelwelt bestehe. Dort in Japan verfolgte sie polnische Entwicklungen in Internetforen und erlebte in diesen Foren zunehmenden Hass. Die Sprache und die Argumentationsfiguren der Internetforen übernahm Joanna Bator nach einer Analyse für das Kapitel „Schwall“ in ihrem Roman.
Die von Lisa Palmes besorgte Übersetzung in das Deutsche erschien 2016 bei Suhrkamp.

## Rezeption
In der Neuen Zürcher Zeitung rezensierte Marta Kijowska das Buch als erstklassig. Bator beschreibe gekonnt eine kollektive Trance und schaffe eine Parabel zu dem Polen, welches Jarosław Kaczyński gewählt habe.
Für Katharina Teutsch in der Frankfurter Allgemeinen erzählt Bator die Geschichte mit Sinn für Splatter und Kitsch, und vor allem Spannung über Gattungsgrenzen hinweg. Das Erzählen erfolge mal mit Tempo und dann im Stile einer Geistergeschichte, wobei noch Zeit für eine Liebesgeschichte sei.
Für Katharina Döbler im Deutschlandfunk Kultur liegen die Stärken des Romans im Hyperrealismus und der gnadenlosen Ironie, mit der Joanna Bator die Zustände im modernen Polen beschreibe. Döbler bedauert dabei, dass die mythischen Dimensionen des Werkes die Brillanz von Bators absurdem Realismus unter einem schweren Zuckerguss aus Kitsch und Trivialität begraben würden.
Borys Lankosz verfilmte 2019 das Buch mit dem gleichnamigen Film.